# Monica di Sardegna
Unter dem Namen Monica di Sardegna DOC werden Rotweine auf der gesamten italienischen Insel Sardinien sowie auf den Nachbarinseln San Pietro und Sant’Antioco erzeugt. Die Weine besitzen seit 1972 eine „kontrollierte Herkunftsbezeichnung“ (Denominazione di origine controllata – DOC), die zuletzt am 7. März 2014 aktualisiert wurde.

## Anbau
Der Anbau und die Vinifikation der Weine ist in der gesamten Region Sardinien gestattet.
Im Jahr 2017 wurden 12.046 Hektoliter DOC-Wein erzeugt.

## Erzeugung
Innerhalb dieser Denomination dürfen folgende Weintypen erzeugt:
- Monica di Sardegna (Rotwein)
- Monica di Sardegna Superiore
- Monica di Sardegna Frizzante (Perlwein)

In allen Weinen müssen mindestens 85 % der Rebsorte Monica Nera enthalten sein. Höchstens 15 % andere rote Rebsorten, die für den Anbau in der Region Sardinien zugelassen sind, dürfen zugesetzt werden.

## Beschreibung
Laut Denomination (Auszug):

### Monica di Sardegna
- Farbe: rubinrot, tendiert mit zunehmender Reife zu amarantrot
- Geruch: intensiv ätherisch und angenehm
- Geschmack: trocken oder süß, würzig mit einem charakteristischen Nachgeschmack
- Alkoholgehalt: mindestens 11,0 Vol.-%, für „Superiore“ mind. 12,5 %
- Säuregehalt: mind. 4,5 g/l
- Trockenextrakt: mind. 18,0 g/l, für „Superiore“ mind. 20 g/l

### Monica di Sardegna Frizzante
- Farbe: rubinrot
- Geruch: intensiv ätherisch und angenehm
- Geschmack: trocken oder süß, würzig mit einem charakteristischen Nachgeschmack
- Alkoholgehalt: mindestens 11,0 Vol.-%
- Säuregehalt: mind. 4,5 g/l
- Trockenextrakt: mind. 18,0 g/l